# Luc Romann
Luc Romann, de son vrai nom Roland Froidevaux, est un auteur-compositeur-interprète français né le 5 décembre 1937 à Paris et mort le 6 janvier 2014 à Toulouse, à l'âge de 76 ans.

## Biographie
Il connait le succès au début des années 1960. Il a notamment assuré les premières parties de Georges Brassens (Bobino en 1963) ou encore de Juliette Gréco (L'ABC en 1962).
Léo Ferré disait qu’il était « de la famille des grands ».[réf. nécessaire]
Il écrit plusieurs chansons avec Georges Moustaki dont le morceau De je t'aime en je t'aime (1964).
En 1972, il décide de quitter le système du show-business et part vivre dans le sud de la France où il continue à chanter.
Il meurt le 6 janvier 2014 , des suites d'une opération chirurgicale.

## Discographie
- 1961 : Chante… Luc Romann (Fontana)
- 1963 : Plus loin (Fontana)
- 1963 : Le mariage (Fontana)
- 1963 : Fille de rien (Fontana)
- 1964 : Donna Donna (Riviera)
- 1965 : C'est joli les hirondelles (Riviera)
- 1969 : Le voleur (Moshe Naim)
- 1970 : On a toujours besoin de soleil (Moshe Naim)
- 1972 : La liberté (moshe Naim)
- 1973 : Chronique lunaire ou ma planète (Moshe Naim)
- 1979 : Les Oumpapas
- 1982 : Le ciel dans la tête, la terre dans le cœur (autoproduction)
- 1992 : Solitudes& Co (autoproduction)

## Hommages et influences
En 1976, le groupe breton Tri Yann reprend le titre Le Mariage insolite de Marie la Bretonne de Luc Romann dans l'album La Découverte ou l'Ignorance.